# مهدي أباد (دهقان)
مهدي أباد هي قرية في مقاطعة دهقان، إيران. عدد سكان هذه القرية هو 104 في سنة 2006.